# Телятина

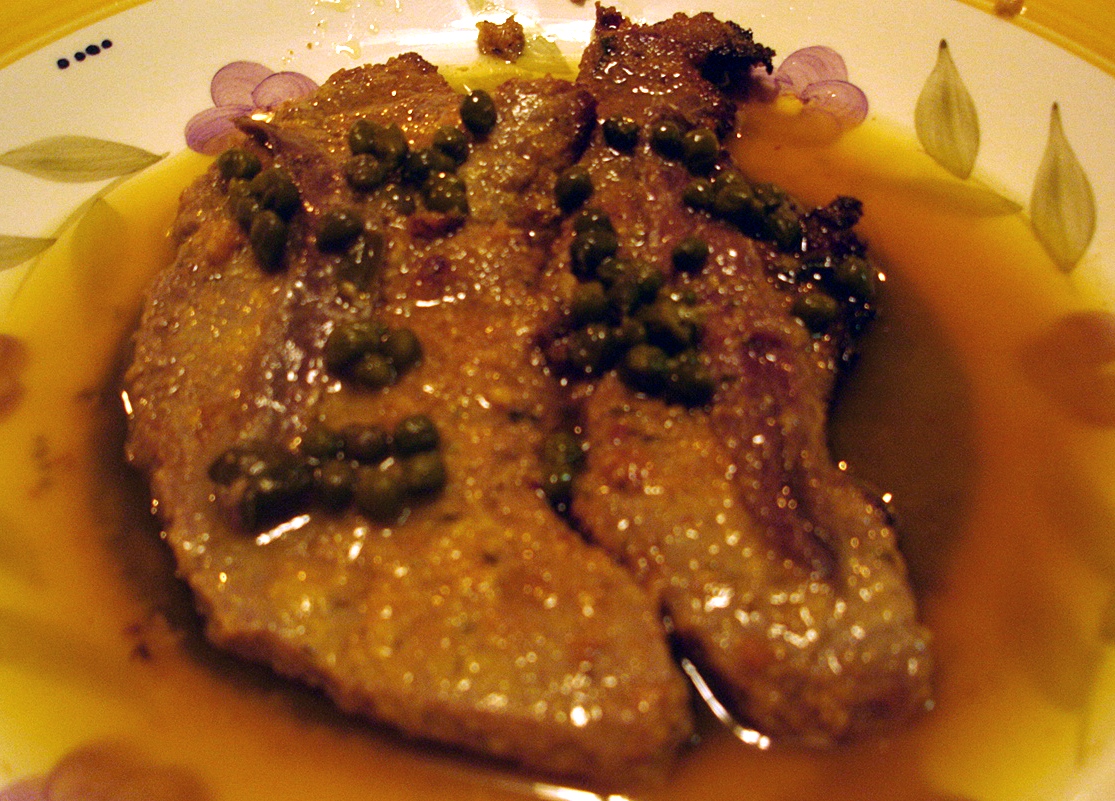
Котлети з телятини

Теля́тина — м'ясо з молодої корови (теляти). Телятину можна готувати як з теляти чоловічої статі, так і жіночої, з будь-якої породи корів. Але більшу частину телятини роблять із самця молочної худоби. Телятина є делікатесом і має значний попит завдяки ніжному смаку.

## Див також
- Яловичина